# Angela Bettis
Angela Bettis est une actrice, productrice, réalisatrice, monteuse et scénariste américaine, née le 9 janvier 1973 à Austin, au Texas (États-Unis).

## Biographie
Elle a un frère jumeau nommé Joe.
Elle a une licence d'art dramatique (bac + 3) et est mariée avec le réalisateur Kevin Ford depuis avril 2001.

## Filmographie

### Actrice

#### Cinéma

##### Courts métrages
- 2002 : The Psychology of Dream Analysis : Narratrice
- 2008 : Blue Like You : Cyndi
- 2010 : My Alien Mother : mmère

##### Longs métrages
- 1993 : Mémoire d'un sourire (Storia di una capinera) : Maria
- 1999 : The Last Best Sunday : Lolly Ann Summers
- 1999 : Une vie volée (Girl, Interrupted) : Janet Webber
- 2000 : L'Élue (Bless the Child) : Jenna O'Connor
- 2001 : Perfume : Wilhemina
- 2001 : Vallen : Caitlin
- 2002 : People Are Dead : Broadway Actress
- 2002 : May : May Dove Canady
- 2002 : Zone violente (Coastlines) : Effie Bender
- 2003 : Hollywould (vidéo) : Holly
- 2004 : Toolbox Murders : Nell Barrows
- 2004 : Love Rome : Mary
- 2005 : Last Days of America (vidéo) : America
- 2005 : The Circle : Jay
- 2006 : The Woods : voix in the Woods (voix)
- 2006 : Roman : Elixer Bluff Acting Troup (voix)
- 2007 : When Is Tomorrow : Rachel
- 2007 : Scar 3d : Joan Burrows
- 2008 : Wicked Lake : la mère
- 2010 : All My Friends Are Funeral Singers (en) : Zel
- 2010 : Drones : Amy
- 2011 : The Woman : Belle Cleek
- 2011 : Legs : Jen
- 2016 : Our Little Secret : Toni
- 2017 : Song to Song : Angela (non créditée au générique)

#### Télévision

##### Séries télévisées
- 1998 : Legacy (saison 1, épisode 04 : La Faillite) : Jenna
- 1998 : Les Anges du bonheur (Touched by an Angel) (saison 5, épisode 07 : Ne renonce jamais) : Laura Keane
- 1999 : Sliders : Les Mondes parallèles (Sliders) (saison 5, épisode 05 : Un monde de félicité illusoire) : Jill
- 2006 : Les Maîtres de l'horreur (Masters of Horror) (saison 1, épisode 10 : Liaison bestiale) : Ida Teeter
- 2009 : Dr House (saison 6, épisode 01 : Toucher le fond) : Susan
- 2010 : Dexter (saison 5, épisodes 9 à 11) : Emily Birch
  - (saison 5, épisode 10 : Numéro 13)
  - (saison 5, épisode 11 : L'Appât)
- 2010 - 2011 : Les Experts (CSI: Crime Scene Investigation) : Rosalind Johnson
  - (saison 11, épisode 08 : Eau de mort)
  - (saison 11, épisode 16 : La Nuit des morts vivants)
- 2013 : Twisted Tales (en) (saison 1, épisode 06 : Shockwave) : Lida
- 2013 : Esprits criminels (Criminal Minds) (saison 8, épisode 20 : Mauvaises Herbes) : Tess Mynock
- 2015 : Dig (10 épisodes) : Fay

##### Téléfilms
- 2001 : The Flamingo Rising (en) de Martha Coolidge : Alice King
- 2001 : The Ponder Heart de Martha Coolidge : Bonnie Dee Peacock
- 2002 : Carrie de David Carson : Carrie White

### Productrice
- 2001 : Lovindapocalypse (vidéo)
- 2003 : Lovindapocalypse 3 (vidéo)
- 2003 : Lovindapocalypse 2 (vidéo)
- 2003 : Hollywould (vidéo)
- 2005 : Last Days of America (vidéo)

### Réalisatrice
- 2006 : Roman
- 2012 : The ABCs of Death (segment E is for Exterminate)

### Monteuse
- 2006 : Roman

### Scénariste
- 2002 : People Are Dead